# 博勒比格德市镇
博勒比格德市镇（瑞典語：Bollebygds kommun）是瑞典西部西约塔兰省的一个市镇。其治所位于博勒比格德。